# 89 FM
89 FM é uma emissora de rádio brasileira sediada em Fortaleza, capital do estado do Ceará. Opera no dial FM, na frequência 89,9 MHz. Fundada em 1996, a rádio era restrita à Aquiraz, cidade de concessão, em seus primeiros meses no ar, além de ter sido afiliada da Rede SomZoom Sat. A emissora ficou conhecida como Liderança FM em 22 de dezembro de 2004, sendo pertencente ao Grupo Cidade de Comunicação. A emissora era a cabeça de rede da Rede Liderança Sat.

## História
A Capital FM foi lançada em 1996 e tinha programação popular, com destaque para as músicas românticas. Por isso, seu slogan era "A capital do amor". O estilo durou por 1 ano, até a emissora ser arrendada pelo empresário Emanuel Gurgel, que lança a Rede SomZoom Sat em 1 de junho de 1997. A nova rede é lançada com locutores trazidos da Casablanca FM. Em 2004, é encerrado o arrendamento para a SomZoom Sat, dando espaço para um novo arrendamento, agora para o Grupo 101, criando uma rede de rádios com emissoras pelo Ceará e a Região Nordeste. A Liderança FM foi inaugurada em 22 de dezembro de 2004.
Com a reformulação, a Liderança FM conseguiu, em 1 ano, deixar a 12.ª colocação e atingir o 2.º lugar entre as rádios mais ouvidas de Fortaleza, de acordo com medição do Ibope. A emissora passou a disputar com a FM 93 e a Rádio 100, respectivamente líder e vice-líder. Em 2006, a Liderança FM Fortaleza passou a se tornar a cabeça de rede da Rede Liderança Sat, com a inauguração de emissoras na Bahia.
Em 28 de abril de 2017, a frequência deixa de transmitir a programação da Rádio Liderança e passa a executar seleções musicais. A partir deste momento, a nova emissora passa a ser identificada como 89 FM. Através de nota de esclarecimento publicada em 4 de maio de 2017, a Rede Liderança de Rádios afirmou que teve o sinal interceptado "sem nenhum aviso prévio ou comunicação" e que estavam empenhados em buscar uma solução para o restabelecimento do sinal. A nota também cita que o contrato de afiliação havia sido renovado com o Grupo Cidade de Comunicação em 2014 por mais 5 anos. Já o Grupo Cidade, em sua nota, disse que a rádio não atendia aos requisitos necessários. Da Liderança, Evaldo Costa e Juliana Ferraz retornaram para a faixa matinal da 89 FM. Em 19 de junho de 2017, a rádio passou a ter Luciana Ribeiro na faixa horária de 8 ao meio dia.
Em maio de 2018, como parte das novidades nas rádios do Grupo Cidade, a 89 FM abre espaço para programação de perfil católico em sua grade. A nova programação inclui produções próprias e uma parceria com a Canção Nova para repetição de programas da Rádio Canção Nova. A estreia da nova programação ocorreu em 13 de maio, dia de Nossa Senhora de Fátima, marcada pela transmissão da missa na Igreja de Fátima de Fortaleza. A data também marca o aniversário de Miguel Dias de Souza, devoto de Nossa Senhora de Fátima, que estava idealizando uma rádio com essa segmentação antes de sua morte.